# ゴドルフィン男爵
ゴドルフィン男爵（英: Baron Godolphin）は、かつて存在したイギリスの男爵位。これまでに3度創設され、第1期がイングランド貴族、第2期がグレートブリテン貴族、第3期が連合王国貴族としての叙爵だったが、いずれも現存しない。

## 歴史

### ゴドルフィン家への叙爵（第1期、第2期）

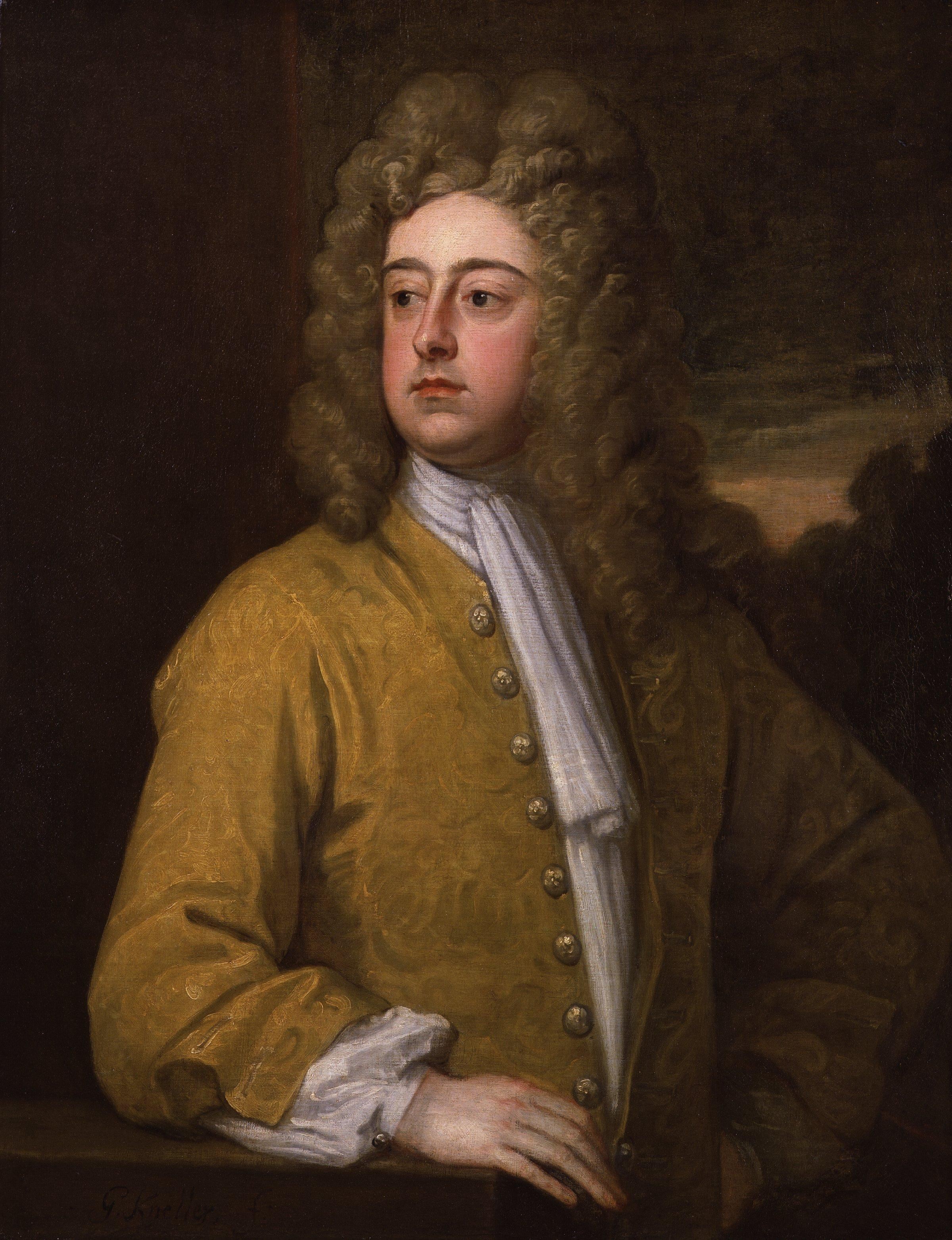
2代伯フランシスは1735年にゴドルフィン男爵位（第2期）を得た。

政治家シドニー・ゴドルフィン(1645-1712)は第一大蔵卿や北部担当国務大臣を歴任した人物で、彼に与えれられた例が第1期の創設にあたる。彼は1684年9月28日にイングランド貴族として「コーンウォール州リアルトンのゴドルフィン男爵(Baron Godolphin, of Rialton in the County of Cornwall)」に叙された。シドニーはさらに1706年に「ゴドルフィン伯爵(Earl of Godolphin)」へと昇叙した。
その子である2代伯フランシス(1678-1766)は爵位継承後の1735年1月23日に「コーンウォール州ヘルストンのゴドルフィン男爵(Baron Godolphin, of Helston in the County of Cornwall)」を授けられた。これが第2期の創設であり、彼は2つのゴドルフィン男爵位を帯びることとなった。また、この爵位はグレートブリテン貴族爵位であり、フランシスが男子を欠いた場合は伯父ヘンリー・ゴドルフィン(1648-1733)とその男子にも継承を認める特別規定が備わっていた。その後、フランシスが死去した時点で存命の男子を欠いたことから、ゴドルフィン伯・男爵位は廃絶した。他方、1735年創設のゴドルフィン男爵位のみは伯父の子フランシスが継承した。
しかし、その2代男爵フランシス(1707-1785)も後継者を欠き、再びゴドルフィン男爵は廃絶した。

### オズボーン家への叙爵（第3期）

オズボーン家の紋章

政治家フランシス・オズボーンに対して与えられた例が第3期の創設にあたる。彼はヘルストン選挙区やルイス選挙区選出の庶民院議員を務めたのち、1832年5月14日に連合王国貴族爵位の「バッキンガム州ファーナム・ロイヤルのゴドルフィン男爵(Baron Godolphin, of Farnham Royal in the County of Buckingham)」に叙せられた。彼ののちは、長男ジョージが爵位を継承した。
2代男爵ジョージ(1802-1872)は襲爵後に、従兄弟にあたる第7代リーズ公爵からリーズ公爵位を継承したため、男爵位は公爵位の従属爵位となった。これ以降は、4代・104年にわたってその直系男子によって継承され続けた。
しかし、その曾孫にあたる5代男爵ジョン(1901-1963)が嗣子なく没すると、初代男爵の系統はすべて途絶えたため、男爵位は廃絶した。他方、公爵位は遠縁のダーシーに相続されたが、彼の死とともに公爵位も廃絶した。

## 一覧

### ゴドルフィン男爵（第1期;1684年）
- 初代ゴドルフィン男爵（初代ゴドルフィン伯爵）シドニー・ゴドルフィン (1645–1712)
- 第2代ゴドルフィン男爵（第2代ゴドルフィン伯爵）フランシス・ゴドルフィン (1678–1766) (1735年にゴドルフィン男爵(第2期)叙爵)

### ゴドルフィン男爵（第2期;1735年）
- 初代ゴドルフィン男爵（第2代ゴドルフィン伯爵）フランシス・ゴドルフィン (1678–1766)
- 第2代ゴドルフィン伯爵フランシス・ゴドルフィン (1707–1785)（1785年に男爵位廃絶）

### ゴドルフィン男爵（第3期;1832年）
- 初代ゴドルフィン男爵フランシス・ゴドルフィン・オズボーン（英語版） (1777–1850)
- 第2代ゴドルフィン男爵（第8代リーズ公爵）ジョージ・ゴドルフィン・オズボーン (1802–1872) (1859年にリーズ公爵位継承)
- 第3代ゴドルフィン男爵（第9代リーズ公爵）ジョージ・ゴドルフィン・オズボーン (1828–1895)
- 第4代ゴドルフィン男爵（第10代リーズ公爵）ジョージ・ゴドルフィン・オズボーン　(1862–1927)
- 第5代ゴドルフィン男爵（第11代リーズ公爵）ジョン・フランシス・ゴドルフィン・オズボーン（1901–1963）（1963年に男爵位廃絶）

### 註釈
1. ↑  フランシスは第5代リーズ公爵の次男にあたる[8]。